# Михайлов, Виктор Петрович (актёр)
Ви́ктор Петро́вич Миха́йлов (7 августа 1936, Ленинград — 18 марта 1994, Санкт-Петербург) — советский и российский актёр театра и кино.

## Биография
Виктор Михайлов родился 7 августа 1936 года в Ленинграде; в 1968 году окончил актёрское отделение факультета драматического искусства ЛГИТМиКа (мастерская Л. Ф. Макарьева). Некоторое время был актёром Рязанского драматического театра, затем вернулся в Ленинград, служил в Большом драматическом театре и в Театре драмы им. А. С. Пушкина.
В кинематографе Виктор Михайлов дебютировал в 1966 году в эпизодической роли в фильме Ларисы Шепитько «Крылья». Наиболее запомнившейся зрителям киноролью Михайлова стал Горохов в фильме Ю. Б. Мамина «Окно в Париж».
С 1977 года работал ассистентом режиссёра и вторым режиссёром на киностудии «Ленфильм».
В начале 1989 года у актёра была обнаружена желчекаменная болезнь. Ушёл из жизни 18 марта 1994 года в Санкт-Петербурге на 58-м году жизни после неудачно проведённой операции по зашиванию язвы желудка. Похоронен на Комаровском кладбище под Санкт-Петербургом.

## Роли в кино
| год  | название                            | роль                                                                                      |
| ---- | ----------------------------------- | ----------------------------------------------------------------------------------------- |
| 1977 | Сумка инкассатора                   | милиционер, доставивший вещественные доказательства в лабораторию                         |
| 1977 | Собака на сене                      | собутыльник Тристана                                                                      |
| 1980 | Тростинка на ветру                  | бригадир                                                                                  |
| 1983 | Скорость                            | приятель Сергея Левко                                                                     |
| 1984 | Огонь, мерцающий в ночи             | следователь                                                                               |
| 1986 | Праздник Нептуна                    | Василий Петрович Хохлов                                                                   |
| 1986 | Прорыв                              | завхоз зоопарка Золотарёв                                                                 |
| 1986 | Хлеб — имя существительное          | крестьянин                                                                                |
| 1988 | Фонтан                              | Митрофанов                                                                                |
| 1988 | Штаны                               | подследственный в СИЗО, экспедитор на складе, участник самодеятельности, отец троих детей |
| 1988 | Будни и праздники Серафимы Глюкиной | хоккейный болельщик                                                                       |
| 1990 | Бакенбарды                          | дядя Паша                                                                                 |
| 1991 | Изыди!                              | урядник                                                                                   |
| 1992 | Комедия строгого режима             | майор, начальник ИТУ № 7                                                                  |
| 1992 | Рэкет                               | Дегтярь, инженер на мясокомбинате                                                         |
| 1992 | Пустельга                           | Бирюков, отец Буры                                                                        |
| 1993 | Жизнь с идиотом                     | сторож в психушке                                                                         |
| 1993 | Окно в Париж                        | Горохов                                                                                   |
| 1993 | Ты у меня одна                      | водитель грузовика                                                                        |
| 1994 | Замок                               | хозяин трактира                                                                           |
| 1994 | Курочка Ряба                        | Василий Никитич                                                                           |
| 1994 | Я свободен, я ничей                 | Вася                                                                                      |
| 1998 | Хрусталёв, машину!                  | шофёр генерала                                                                            |